# Pałac we Wrzosach
Pałac we Wrzosach - pałac w miejscowości Wrzosy w gminie Tuczno. 
Pałac wzniesiony został na początku XX wieku, o charakterze eklektycznym - na planie czworokąta z dobudówkami i dominantą w postaci 4-kondygnacyjnej wieży  o formie nawiązującej do willi podmiejskich z fragmentami w konstrukcji ryglowej wypełnionej murem.
Ostatnim właścicielem folwarku wraz z pałacem był Rudolf Sobtemberg. W końcu XX wieku użytkowany jako budynek mieszkalny wielorodzinny.
Budynek otoczony jest parkiem krajobrazowym i zabudowaniami gospodarczymi.